# Georg Heinrich Noell
Georg Heinrich Noell (* 1836; † 1895) war ein deutscher Maschinenbau-Unternehmer.

## Leben
Geboren als Sohn des Schmieds und Waggonfabrikanten Johann Matthias Noell (1800–1862/1863) studierte Georg Heinrich Noell am Polytechnikum Karlsruhe Maschinenbau und wurde Mitglied des Corps Saxonia Karlsruhe. 1859 übernahm er die 1826 gegründete, aus einer 1824 errichteten Schmiede mit Schwerpunkt Wagenreparaturen hervorgegangene, väterliche Eisenbahn-Waggonfabrik in Würzburg, die er gemeinsam mit seinem Onkel Georg Heinrich David Noell (1809–1874) leitete. 1873 wandelte er das Unternehmen in eine Aktiengesellschaft um. 1881 zog er sich aus dem Unternehmen zurück und gründete 1882 oder 1883 als Nachfolgeunternehmen in Würzburg die Georg Noell & Co. Maschinen- und Eisenbahnbedarfsfabrik und Brückenbauanstalt. Nach seinem Tod wurde dieses Unternehmen im Familienbesitz weitergeführt.